# Retorno a Aztlán
Retorno a Aztlán (In Necuepaliztli in Aztlan, título original en náhuatl) es una película mexicana de ficción dirigida por Juan Mora Cattlet protagonizada por Rodrigo Puebla, Rafael Cortés, Amado Zumaya, Socorro Avelar, de 1990. Fue el primer largometraje rodado en México hablado completamente en náhuatl, subtitulado al español para su exhibición.

## Argumento o Sinopsis
En el territorio gobernado por Moctezuma el viejo hay una grave sequía. El gobernante acepta, asesorado por sus consejeros encabezados por Tlacaelel, ir en busca de la diosa Coatlicue, con el fin de pedirle ayuda para evitar una catástrofe. Un campesino, Ollin, participa en la búsqueda y encuentra a Coatlicue, quien le recrimina ser abandonada por los mexicas, pero aun así decide ayudarlos. Los consejeros de Moctezuma el viejo, de todos modos, deciden asesinar a Ollin.

## Producción
Fue rodada en 1990 en locaciones de los estados de Hidalgo y México. Fue estrenada el 6 de noviembre de 1990 en la Sala José Revueltas del Centro Cultural Universitario. La producción corrió a cargo del director, Jorge Prior y Jaime Langarica, así como de las compañías Producciones Volcán, Cooperativa José Revueltas, la UNAM, el Fondo de Fomento a la Calidad Cinematográfica y el IMCINE. La fotografía fue de Luc-Toni Kuhn, la dirección musical de Antonio Zepeda, hecha con instrumentos de origen mesoamericano e indígena; el sonido de Ernesto Estrada y el maquillaje de Julián Piza. El guion de la película fue escrito por Mora Cattlet totalmente en náhuatl con asesoría de arqueólogos y antropólogos, gracias a distintas becas de la Fundación John S. Guggenheim, la UNAM, el INAH, el ISSSTE y otros fondos oficiales, tras una investigación de cinco años.

## Recepción
Las críticas a la obra destacaron el reto que implicó al creador hacer un largometraje en náhuatl y de sus alcances artísticos (maquillaje, ambientación, música).

El gran acierto de su empresa consiste en decantar, con ayuda de Gabriel Pascal, un discurso plástico que se vale de los códices para diseñar un maquillaje que, más que el vestuario, provee a los intérpretes de un poderoso medio estético
Oscar L. Cuellar, “La voluntad creadora en Sueños y Retorno a Aztlán”, en suplemento La Cultura en México de Siempre! no. 1973, 17 de abril de 1991

En México constituyó un “inusitado” éxito en taquilla al colectar 200 millones de pesos de la época al permanecer seis semanas y media en cartelera y ni ser una película comercial.  La crítica habló de que la historia o la “anécdota” principal de la cinta era difícil de comprender a los grandes públicos, y de que el appeal de la película era “rústico”. El protagonista de la cinta, Rodrigo Puebla, comentó al respecto: 

...para mi esa es la realidad. La verdadera imagen que se debe tener de los antiguos mexicanos. ¿Qué son como hombres de piedra? Pues si. ¿Y?
Gonzalo Valdés y Medellín. ”El cine ha defraudado el gusto del pueblo mexicano”, en El Universal, 15 de abril de 1991.

El crítico Nelson Carro abordó la imaginación y el talento con el que se recrearon estéticamente situaciones del México prehispánico debido a las carencias presupuestales de la película, aunque criticó que la estética del filme semejaba en ocasiones, un documental. Alabó igualmente la búsqueda de una estética propia, alejándose de recursos del cine extranjero, el uso de estética basada en códices, aunque criticó que en ciertos momentos la trama podría resultar incomprensible “para el espectador no iniciado”.
Fue exhibida en el Festival de Cine Latinoamericano de Biarritz traducida como Retour a Aztlán, en donde tuvo una buena recepción, sobre todo por su buena realización.  En 1992 el director se dijo sorprendido, en entrevistas con la prensa, debido a que no fue incluido en ningún ciclo cinematográfico a razón del Quinto Centenario del Descubrimiento de América. La cinta fue proyectada en el Festival de Cine de Berlín, para lo cual el autor pidió apoyo a sus amigos para poder estar presente.
En 2006 Juan Mora narró que la productora de la cinta Apocalypto de Mel Gibson le había solicitado una copia de su filme y le había pagado 9 dólares por ello. Acusó, igualmente, que después algunas escenas de la cinta de Gibson habían sido copiadas de Retorno a Aztlán.

## Premios y reconocimientos
- Premio especial del jurado en el VII Festival Cinematográfico Latinoamericano de Trieste[11][12]